# Jesús María de Leizaola Sánchez
Jesús María de Leizaola Sánchez (Sant Sebastià, 7 de setembre de 1896- 16 de març de 1989) va ser un polític basc, lehendakari del govern basc en l'exili entre 1960 i 1979.

## Biografia
Va iniciar la seva carrera política com a diputat del Partit Nacionalista Basc en el parlament espanyol dins del Bloc Catòlic-Foralista que defensava l'Estatut d'Estella a les eleccions generals espanyoles de 1931 i 1933.
Al debat de totalitat del projecte de Constitució espanyola de 1931 va ser el portaveu de la Minoria basco-navarresa. En la seva intervenció va dir que "per primera vegada en la història constitucional es pot dir que en unes Corts es troba present la integritat de la representació política del poble basc; dividit, això sí, en un grup majoritari que componem nosaltres, i en una minoria que es troba distribuïda per aquests bancs". I a continuació va destacar que el projecte de Constitució admetia
| « | el donar sortida a l'aspiració basca fonamental que consisteix des de fa noranta-dos anys, a veure restaurada, com a cos polític propi, aquella personalitat políticament existent, d'una manera efectiva, amb poders efectius, fins a 1839 | » |

Però després es va mostrar molt crític amb el projecte de Constitució, especialment amb la proclamació de l'aconfesionalitat de l'Estat perquè "al poble basc segueix dempeus la voluntat de romandre fidel a la seva secular fisonomia espiritual, i que no demana sinó que es reconegui la seva personalitat per portar endavant la plena expansió de la seva cultura". Seguidament va assenyalar que "aquest text constitucional retalla, entre altres coses, la llibertat d'ensenyament, la llibertat d'associació i el dret dels pares de família a dirigir l'educació dels seus fills". En aquesta mateixa línia es va manifestar en contra del divorci perquè "el matrimoni és una institució de sacrifici... una creu inevitable, és un sacrifici que santifica". Finalment va fer un al·legat en defensa de la religió i l'Església catòlica, la família i la propietat, amenaçades, al seu judici, pel projecte constitucional:
| « | Heu posat aquí molt bé la mina per atacar a la religió i la metxa encesa i preparada per a això; heu preparat també un barrino que farà saltar la família; us heu recordat igualment, de posar en mans de l'Estat la piqueta i l'obligació de fer-la servir, encara que la tasca sigui lenta i fatigosa, per acabar amb la propietat privada, però no es veu que feu res per alçar o edificar | » |

Durant de la guerra civil va ser membre del govern d'Euzkadi del lehendakari José Antonio Aguirre com a conseller de Justícia i Cultura.
Va ser nomenat Lehendakari el 1960, després de la defunció d'Aguirre. El Lehendakari Leizaola va desenvolupar la seva tasca a l'exili i va fixar la seva residència a París, des d'on es va dedicar a denunciar la dictadura.
El 1974, va tornar d'incògnit a la celebració de l’Aberri Eguna, el Diumenge de Pasqua, que es feia a Gernika. El 1979, després de 43 anys d'exili va poder retornar a Euskadi, que, en aquest moment, iniciava la recuperació de la democràcia i l'autogovern. La seva labor política la va compaginar amb inquietuds literàries i intel·lectuals. Va ser autor de literatura basca i d'estudis de poesia.

## Obres
- Literatura Vasca (1923);
- Contribución vasca a la ciencia y al derecho, (1935);
- La frontera vasca contra los moros (1937), Contribución de los vascos a la formación y a la ciencia del Derecho, (1937);
- Economía vasca, (1937);
- Euzkadik Iberia lurraldeko erriak alkartu , (1945);
- Estudios sobre la poesía vasca, (1951);
- La poesía vasca en las Bellas Artes, (1951);
- La Crónica en la poesía popular vasca, (1961);
- Líneas generales de la formación de la economía vasca en la historia hasta hoy, (1962);
- 1808-1814 en la poesía popular vasca y otros estudios, (1965);
- Acontecimientos del s. XX en poetas euskéricos, (1974);
- Crónicas y romances en la poesía euskérica, (1981);
- La marina civil vasca en los siglos XIII, XIV y XV , (1984).